# ناوین رامگولام
ناوین رامگولام (انگلیسی: Navin Ramgoolam؛ زادهٔ ۱۴ ژوئیهٔ ۱۹۴۷) یک سیاست‌مدار اهل موریس است. وی بین سال‌های ۱۹۹۵ تا ۲۰۰۰ و دوباره بین سال‌های ۲۰۰۵ تا ۲۰۱۴ نخست‌وزیر این کشور بود.
وی همچنین برنده جوایزی همچون لژیون دونور (افسر بزرگ) شده است.